# Hexatoma setosivena
Hexatoma setosivena är en tvåvingeart som beskrevs av Alexander 1978. Hexatoma setosivena ingår i släktet Hexatoma och familjen småharkrankar.
Artens utbredningsområde är Guatemala. Inga underarter finns listade i Catalogue of Life.